# Ammer (Neckar)
Die Ammer ist ein über 22 km langer linker Nebenfluss des oberen Neckars in Baden-Württemberg.
Der Name geht auf das keltische Wort „amra“ zurück, welches unter anderem „Wasser“ bedeutet.

## Geographie

### Verlauf
Ursprung der Ammer sind fünf Quelltöpfe südwestlich von Herrenberg im Landkreis Böblingen. Von dort aus durchfließt die Ammer das nach ihr benannte Tal am Südrand des Naturparks Schönbuch sowie den Ortsteil Gültstein und die Gemeinde Ammerbuch, vereinigt sich auf der Gemarkung Lustnau der Universitätsstadt Tübingen mit dem Goldersbach und mündet wenig später ebenfalls in Lustnau von links in den oberen Neckar. Auf ihrem Weg von 22,5 km fällt die Ammer um rund 94 Meter.
Die Ammer durchquert die Ortschaften Gültstein (Herrenberg), Altingen, Reusten, Poltringen, Pfäffingen (alle Ammerbuch), Unterjesingen (Tübingen), den Weiler Ammern, Tübingen und Lustnau.

### Hydrologischer Quellast
Bereits 260 m nach dem Austritt der Ammer aus ihrer Hauptquelle fließt ihr von links der ganzjährig wasserführende Aischbach zu, der hier schon über vier Kilometer Fließstrecke hinter sich hat und zudem in der Regel mehr Wasser führt als die Ammer. Hydrologisch gesehen ist er daher der Hauptquellarm der Ammer.
Der Aischbach ist ab seiner Unterquerung des Damms der Gäubahn nahe dem Herrenberger Bahnhof ganzjährig wasserführend. Oberhalb des Bahndamms ist die Wasserführung unbeständig. Dort treten mehrere Gräben zusammen, die insbesondere den nördlichen und westlichen Bereich um Herrenberg entwässern und noch in den Gemeindegebieten von Jettingen und Mötzingen im Westen beginnen. Ihre Bachtäler sind erdgeschichtlich schon sehr früh entstanden; heute jedoch führen diese Gräben nur nach größeren Niederschlägen zeitweilig Wasser.

### Das Herrenberger Becken
Die Ammer ist der einzige Abfluss des Herrenberger Beckens, das wie eine große topographische Wanne zwischen dem Schönbuch im Osten, den Ausläufern des Schwarzwaldes im Westen und den höher gelegenen Teilen des oberen Gäus im Norden und Süden liegt und über den Aischbach in die Ammer entwässert. Diese durchfließt die Gemeinden Gültstein und Altingen noch in einem breiten Tal, bildet anschließend bei Reusten aber einen engen Graben. In ihm durchschneidet die Ammer den so genannten Reustener Sattel, den südöstlichen Rand des Herrenberger Beckens, der sich vor rund fünf Millionen Jahren im Pliozän aufwölbte. Damals hoben sich auch Schwäbische Alb und Schwarzwald, die Ammer floss wohl schon in etwa auf ihrem heutigen Lauf. Da der Untergrund langsam emporstieg, blieb ihr genügend Zeit, sich ins Gestein einzuschneiden, und sie wurde nicht in eine andere Richtung gezwungen.

### Zuflüsse
Von der Quelle bis zur Mündung. Auswahl.
Offizieller Ursprung der Ammer südwestlich von Herrenberg aus mehreren Quellen in der Leiblesgrube.
- Aischbach (!), von links südwestlich von Herrenberg, 4,3 km und 17,3 km².
 Die Ammer selbst hat hier erst 0,3 km Länge und ein Einzugsgebiet von 0,1 km².
- Buchengraben, von rechts an der Zweiten Ammermühle, 5,7 km und 3,9 km².
- Gutleuthaustalgraben, von links noch vor der Dritten Ammermühle, 2,0 km.
- Klettentalgraben, von rechts nach der Dritten Ammermühle, 2,0 km.
- Metzelbrunnengraben, von rechts zwischen der Kochmühle und der Gültsteinmühle in den rechtsseitigen Mühlkanal der Kochmühle, 0,8 km.
- Meisenbrunnengraben, von rechts nach dem Sportgelände südlich von Herrenberg-Gültstein, 0,8 km.
- Salzgraben, von links südlich von Gültstein an der Sägmühle, 2,1 km.
- Fließgraben, von rechts aus der Aue in den rechten Mühlkanal Altingen bei Ammerbuch-Altingen, 0,6 km.
- Schmalbach, von rechts in Altingen in denselben Mühlkanal, 5,2 km und ca. 11,7 km².
- Metergraben, von links am Nordrand von Ammerbuch-Reusten, 2,0 km.
- Kochhart (Femininum; auch: Kochhartgraben, Kochenhartgraben oder Enzgraben), von rechts im südlichen Reusten, 15,6 km und 46,5 km².[5]
- Türlesbach, von links zwischen Reusten und Ammerbuch-Poltringen, 1,2 km. Durchfließt kurz vor der Mündung einen 1,8 ha großen See (vollgelaufener ehemaliger Steinbruch).
- Basermannsgraben, von rechts in Poltringen, 1,9 km.
- Engwiesenbach, von rechts am Ortsende von Poltringen, 1,4 km.
- Käsbach, von links in Ammerbuch-Pfäffingen, 6,1 km und 15,5 km². Entspringt in Breitenholz und durchfließt Entringen, dort fließt der Rohrbach zu.
- Sulzbach, von rechts durch Pfäffingen, 0,8 km.
- Enzbach, von links bei Tübingen-Unterjesingen, 2,1 km und 2,2 km².
- → (Abgang des Ammerkanals), nach rechts an der Domäne Ammern unterhalb von Unterjesingen
- Landgraben, von rechts in den Ammerkanal aus der weiten Aue gegenüber von Unterjesingen gleich nach dessen Abgang, 2,5 km.
- Himbachgraben, von links nur wenig vor dem nächsten, 0,4 km.
- Himbach, von links zwischen Unterjesingen und Tübingen, 4,3 km und 4,4 km².
- Weilerbach,[6] von links in Tübingen-Weststadt, 3,9 km und 4,9 km².
- (Verbindungskanal Ammerkanal-Ammer), von rechts in Tübingen-Weststadt, 0,2 km.
- (Bach aus dem Hellerloch), von rechts in Tübingen-Weststadt in den Ammerkanal, 0,9 km.
- Aischbach (!), von links in Tübingen, 1,1 km und 0,5 km². Fast ganz verdolt, zuletzt unter der Aischbachstraße
- ← (Rücklauf des Ammerkanals), von rechts am Westrand des Alten Botanischen Gartens, 4,6 km.
- Käsenbach, von links hinter Wilhelmstraße Nr. 30/1 und Nr. 32 in Tübingen, 2,5 km und 2,7 km².
- Iglersbach, von links nahe der Wächterstraße in Tübingen, 1,1 km und 0,5 km². Lange verdolt.
- Gutleuthausbach,[7] von links an der Ammerbrücke der Köstlinstraße, 1,6 km und 1,7 km².
- Goldersbach, von links in Tübingen-Lustnau gegenüber dem Österberg, 18,6 km und 72,9 km².

Mündung der Ammer nach 22,5 km Lauf ab den offiziellen Quellen in Tübingen-Lustnau von links und Westen in den Neckar.

## Ammerkanal

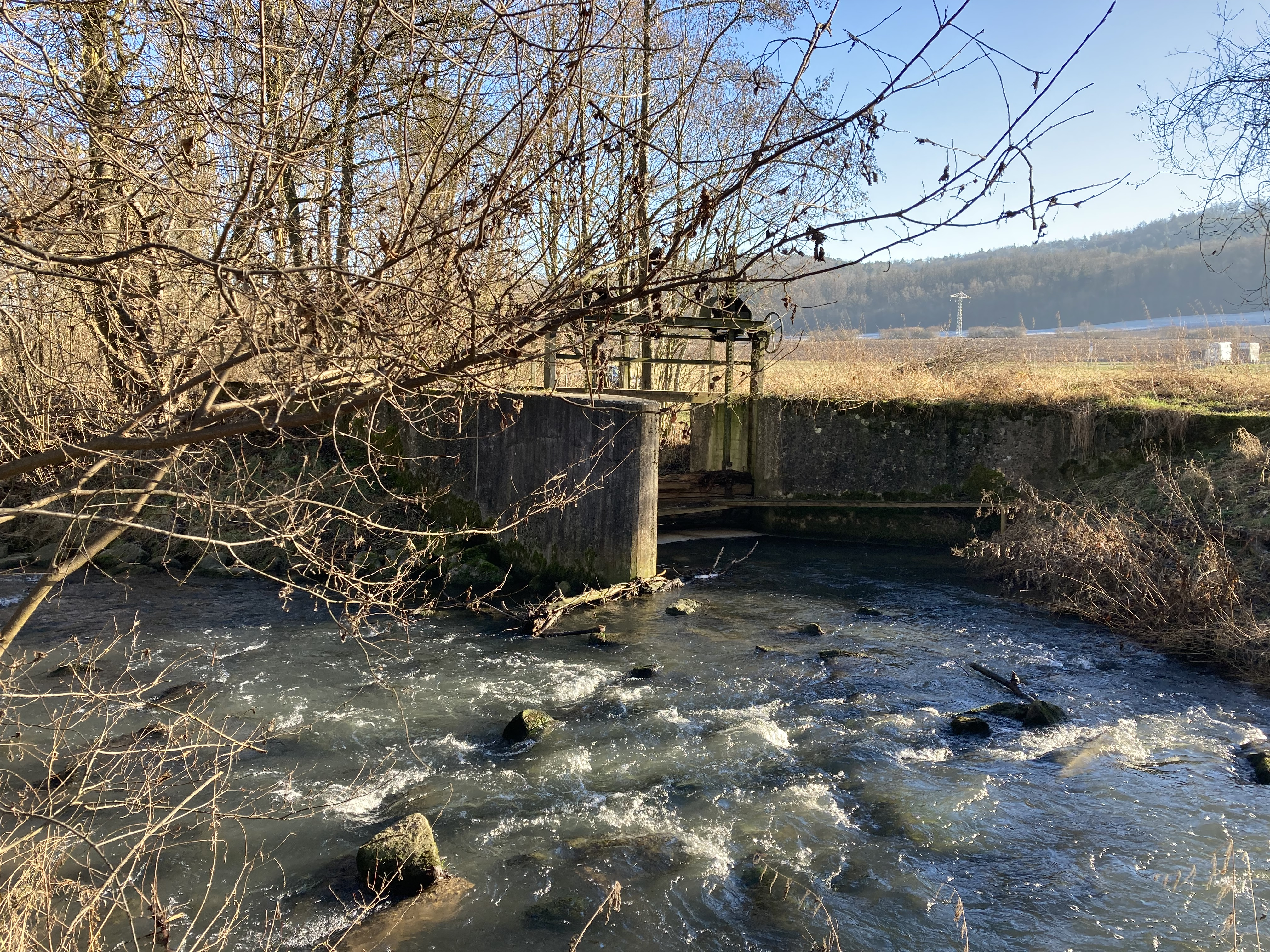
Abgang Ammerkanal (hinten), Ammer (vorne)

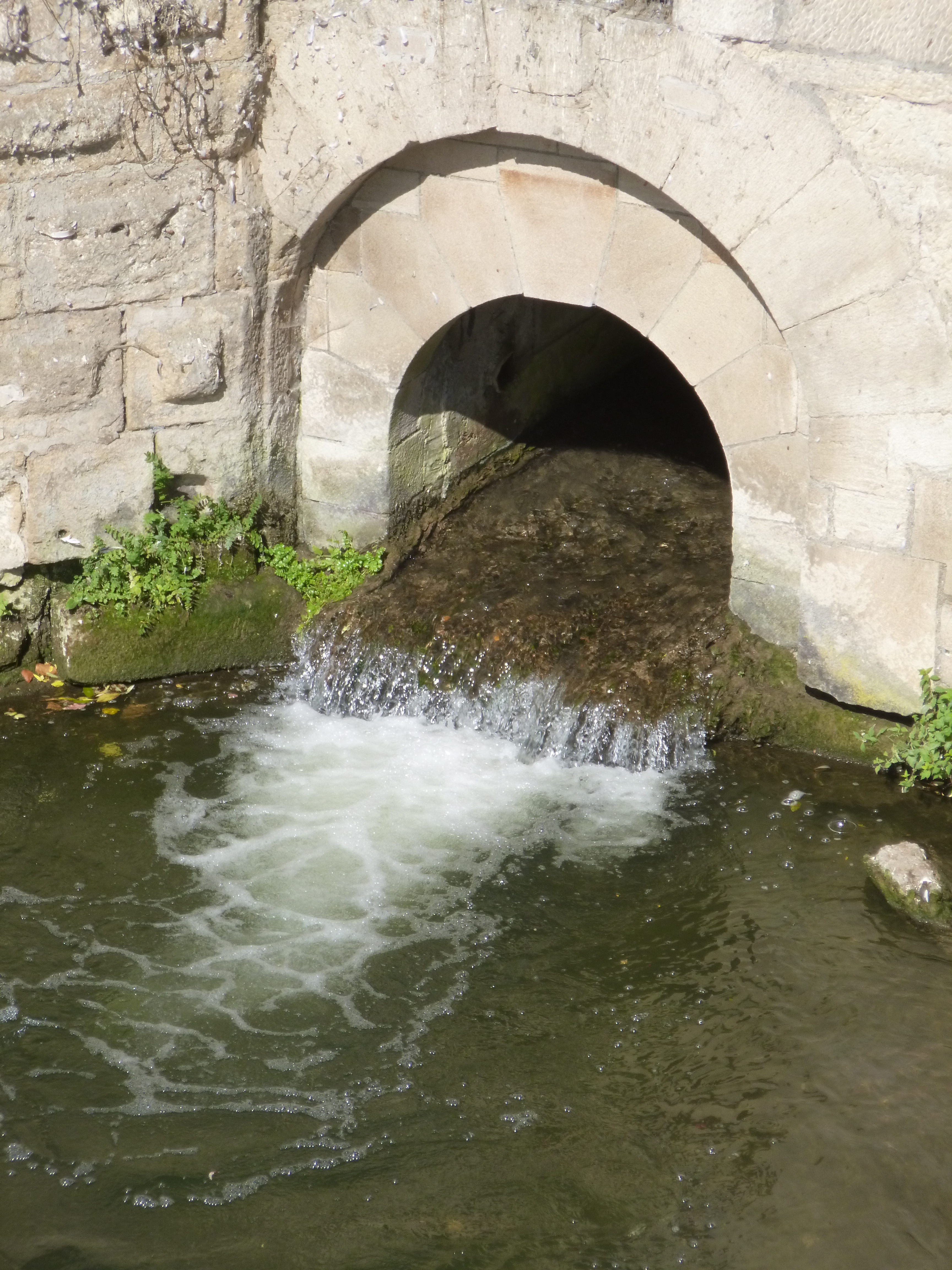
Ammerkanalmündung in den Neckar bei der Neckarbrücke

Seit 1493 zweigt auf Höhe des Ammerhofes rechts der Ammerkanal ab, auf dieser Höhe Neue Ammer genannt, der zunächst parallel zum Fluss in Richtung Tübingen fließt. Während die Ammer selbst die mittelalterlichen Stadtgrenzen Tübingens nur an deren Nordseite berührt, durchfließt der Ammerkanal, im Volksmund auch Stadtammer genannt, die Altstadt, bevor er sich am Nonnenhaus erneut teilt und in zwei unterirdischen Kanälen, einmal am südlichen Rand des Alten Botanischen Gartens zurück in die Ammer, zum anderen unter der Mühlstraße in den Neckar fließt. Der Ammerkanal wurde früher zum Antrieb von verschiedenen Mühlen und für den Kupferhammer genutzt.

## Schutzgebiete
Die Ammer durchfließt mehrere Schutzgebiete. Im Oberlauf auf Herrenberger Gebiet im Landkreis Böblingen das Landschaftsschutzgebiet Ammertal vom Ursprung bis zur Kochmühle mit Umgebung mit einer Fläche von 65,6 Hektar, ausgewiesen durch Verordnung des Landratsamts Böblingen vom 10. Oktober 1974 (Schutzgebietsnummer 1.15.036).
Im Landkreis Tübingen sind es zwei Landschaftsschutzgebiete. Das Gebiet Oberes Ammertal mit dem Seitental Merkental auf Markung Ammerbuch ist 20,2 Hektar groß und seit 21. Juni 1982 geschützt (Schutzgebietsnummer 4.16.011). Es folgt das Gebiet Unteres Ammertal. Es ist seit 6. Oktober 1999 ebenfalls als Landschaftsschutzgebiet ausgewiesen. Das Gebiet liegt auf den Gemarkungen der Städte Rottenburg am Neckar und Tübingen.

## Bewirtschaftung
Das Ammertal wird auch „Tal der Mühlen“ genannt. Zwischen Gültstein und der Einmündung der Ammer in den Neckar in Tübingen gab es nämlich bis 1930 gut zwei Dutzend Mühlen. Heute gibt es Mühlen nur noch in Gültstein und Reusten sowie in Unterjesingen die Obere Mühle Kienzlen.
An den Südflanken des Ammertales von Ammerbuch-Breitenholz bis Tübingen-Unterjesingen wird Wein angebaut. Der Bereich Oberer Neckar ist der kleinste des württembergischen Weinbaugebietes. Die Gemeinde Ammerbuch hat ihren Namen aus der Kombination von Ammertal und Schönbuch.